# Scheddis

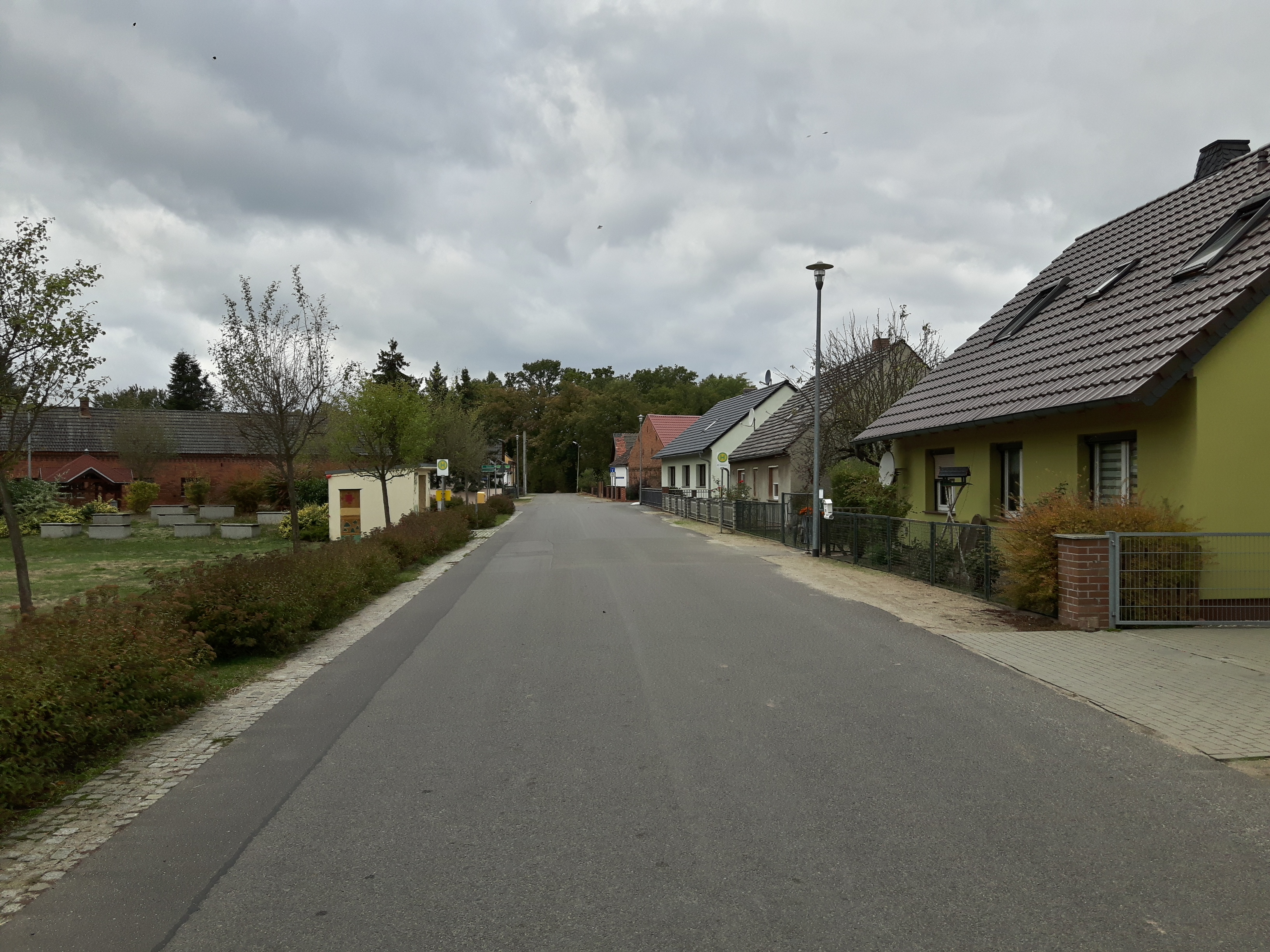
Straße am Dorfanger von Groß Lübbenau, dem Mittelpunkt des historischen Scheddis

Scheddis, niedersorbisch Pśedejs, ist ein Wohnplatz in Groß Lübbenau, einem Ortsteil der Stadt Lübbenau/Spreewald im Landkreis Oberspreewald-Lausitz im Süden des Landes Brandenburg.

## Lage
Scheddis liegt in der Niederlausitz und südlich des Spreewaldes, etwa vier Kilometer Luftlinie südöstlich von Lübbenau und acht Kilometer nordwestlich der Stadt Vetschau. Es handelt sich dabei um den östlichen Teil des heutigen Groß Lübbenau entlang der Groß Lübbenauer Poststraße. Umliegende Ortschaften sind Boblitz im Norden, der Vetschauer Ortsteil Raddusch im Osten, Bischdorf im Süden und der restliche Teil Groß Lübbenaus im Westen.
Unmittelbar nördlich von Scheddis verläuft die Bundesautobahn 15, deren Anschlussstelle Boblitz ist etwa einen Kilometer entfernt. Ebenfalls etwa einen Kilometer nördlich des Dorfes verläuft die Landesstraße 49 (Lübben–Cottbus). Scheddis ist zudem Teil des Lausitzer Braunkohlerevier und liegt unmittelbar nördlich des ehemaligen Tagebau Seese-Ost, der heute zum Bischdorfer See geflutet wird. Scheddis ist Teil des amtlichen Siedlungsgebietes der Sorben/Wenden.

## Geschichte
Der Ortsname Scheddis ist als Bezeichnung für diesen Ort seit etwa 1820 bekannt. Der Ortsname ist von dem niedersorbischen Wort „pśedejsy“ abgeleitet, dies bedeutet „Vordorf“ bzw. „vor dem Dorf“ und deutet somit auf die Lage des Ortes hin. Wann der Ort entstand ist unklar, es könnte jedoch identisch mit dem Dorf Klein Loben sein, welches im 16. Jahrhundert wüst gefallen war. Im Jahr 1825 waren in Scheddis 18 Feuerstellen verzeichnet.
Scheddis war immer dem Rittergut Groß Lübbenau unterstellt und auch dorthin eingepfarrt. Der Ort gehörte zunächst dem Landkreis Calau im Regierungsbezirk Frankfurt der preußischen Provinz Brandenburg an. Nach dem Ende des Zweiten Weltkrieges kam der Ort in die Sowjetische Besatzungszone und ab dem 7. Oktober 1949 in die DDR. Bei der DDR-Kreisreform vom 25. Juli 1952 wurde die Gemeinde Groß Lübbenau dem Kreis Calau im Bezirk Cottbus zugeordnet. Nach der Wende fusionierte der Kreis Calau mit dem Kreis Senftenberg im Zuge der Kreisreform im Dezember 1993 zum heutigen Landkreis Oberspreewald-Lausitz. Am 26. Oktober 2003 wurde die Gemeinde Groß Lübbenau mit dem Dorfteil Scheddis nach Lübbenau/Spreewald eingemeindet.